# Sipos Gábor (labdarúgó)
Sipos Gábor (Szombathely, 1981. június 29.), magyar labdarúgókapus.
Pályafutását szülővárosában, Szombathelyen kezdte, ahonnan Büki TK-hoz került.
A 2003–04-es szezon közben, 2004 februárjában igazolt a Paksi SE együtteséhez, majd 2006 augusztusában visszatért nevelőegyesületébe, a Haladáshoz. 2008 nyarán 3 éves szerződést írt alá a ZTE csapatával.
A korosztályos válogatottakban 13-szor lépett pályára.
2011 nyarán lejáró szerződését nem hosszabbították meg, így távozott a ZTE csapatától.

## Sikerei, díjai
ZTE
- Magyarkupa-döntős: 2010